# Santa Cruz (Salvador)
Santa Cruz é um bairro de Salvador. Ele junto aos bairros da Chapada do Rio Vermelho, Nordeste de Amaralina e Vale das Pedrinhas formam o complexo do Nordeste de Amaralina, conforme terminologia originária de operações policiais, ou o aglomerado de bairros Nordeste de Amaralina, conforme a conceituação de Clímaco Dias.

## História
Surgido dentro de uma antiga fazenda, Santa Cruz pertencente a Srª Raimunda Vieira da Silva, o bairro tornou-se bastante populoso. O Parque da Cidade, vizinho ao bairro, foi criado em meados da década de 70 num local onde existia o pomar da Fazenda Pituba, pertencente ao fazendeiro Joventino Silva, que foi homenageado dando o seu nome ao parque. O bairro da Santa Cruz possui três Escolas Municipais e duas Estaduais de Ensino Fundamental, não há escolas com ensino médio, nem universidades.
O bairro conta com um Posto de Saúde Osvaldo Caldas Campos, localizado na Rua Disneylândia. Dentre as principais escolas do bairro estão a Escola Municipal Artuhr de Sales, Teodoro Sampaio (Ensino fundamental), Escola Municipal José Calazans Brandão da Silva e Dionísio Cerqueira e diversas escolas particulares.
O comércio de Santa Cruz, se destaca pelo grande número de estabelecimentos, que estão espalhados ao longo da rua principal. Existem pelo menos dois campos de futebol no bairro. O Campo Bariri, localizado atrás do Parque da Cidade e próximo a base comunitária da Polícia Militar. O local é conhecido por receber diversos campeonatos interbairros de futebol.